# Dudinha
Maria Eduarda "Dudinha" Rodrigues Silva, född den 4 juli 2005 i São Paulo, är en brasiliansk fotbollsspelare.

## Karriär
Dudinha inledde sin seniorkarriär i São Paulo FC år 2022. 2025 kontrakterades hon av San Diego Wave. Hon debuterade i Brasiliens damlandslag år 2024.